# Білозерська Надія Олександрівна
Білозерська Надія Олександрівна (нар. 5 квітня 1828 — пом. 9 березня 1912) — перекладачка, авторка багатьох статей на історичні теми. Була одружена з Василем Білозерським. Секретарка історика Миколи Костомарова. 

## Біографія
Народилася в маєтку Софіївка Бєлозерського повіту Новгородської губернії в сім'ї лісничого. Змалку мешкала в місті Петрозаводськ у Карелії. Освіту здобула вдома. Взимку 1855/56 років вийшла заміж за Василя Білозерського, опинилась у колі петербурзької української громади. Була знайома з Пантелеймоном Кулішем, Миколою Костомаровим, Тарасом Шевченком. За їх участі на початку 1860-х років разом із чоловіком проводила щотижневі понеділкові зібрання, які відвідували також Іван Тургенєв, Микола Чернишевський та інші літератори. Її дядько М. Катенін дав гроші на видання місячника «Основа». Виступала з перекладами в російській пресі, опублікувала з передмовою і примітками Миколи Костомарова «Записки о Московии XVI в. сэра Джерома Горсея» (Библиотека для чтения, 1865, № 4–6; окреме видання: СПб., 1909), а також «Древнее право, его связь с древней историей общества и его отношение к новейшим идеям» (СПб., 1873). Співпрацювала з Марко Вовчок у часописі «Отечественные записки» та «Иллюстрированном журнале», 1872 видала з нею свій переклад двотомника «История человеческой культуры» Фридріха Кольба.
1867 з трьома дітьми пішла від Василя Білозерського, заробляла репетиторством (1868 склала іспит на звання домашньої вчительки). У 1868—1873 роках була літературним секретарем Миколи Костомарова, під впливом якого взялася за самостійні історичні студії.
Серед її розвідок:
- «Мария Ивановна Гоголь»
- «Николай Васильевич Гоголь. Служба его в Патриотическом институте» // «Русская старина», 1887
- «В. Т. Нарежный» // «Русская старина», 1888, 1890–91

За останню 1893 року нагороджена Уваровською премією Петербурзької Академії наук 1893.
1878 року редагувала часопис «Воспитание и обучение». За підтримки Данила Мордовця вміщувала статті й рецензії в журналах «Древняя и Новая Россия» та «Живописная Россия». Друкувалася також у часописах «Ласточка», «Игрушечка», «Исторический вестник», «Русская мысль», де, зокрема, 1885 вмістила записану нею автобіографію Миколи Костомарова. Брала участь в артілі перекладачок і створенні Вищих жіночих курсів. Авторка спогадів про Миколу Костомарова, опублікованих у журналі «Русская старина» 1886 року. Підготувала до друку мемуари братів Володимира та Лева Жемчужникових.

## Знайомство з Шевченком
Тарас Шевченко познайомився з нею в Петребурзі після повернення з заслання, зустрічався на «вівторках» у Микола Костомарова та на вечорах редакції журналу «Основа». Про зустрічі з Шевченком Білозерська розповіла в спогадах про Миколу Костомарова. У творчій спадщині Шевченка згадок про Білозерську не збереглося.